# 高式矩
高式矩（？—？），山西洪洞人，是一名清朝政治人物。
雍正六年，接替李維。雍正六年，接替王乔林。擔任江蘇荆溪縣知縣。后由王企堂接任。署任江蘇宜興縣知縣。后由裘印生接任。高式矩曾于1728年接替饶嗣玉任宝山县知县一职，1728年由陶士偰接任。